# 戴振耀
戴振耀（1948年4月2日—2017年11月19日），人稱「耀伯」，台灣農民運動暨台灣獨立運動人物，出生於高雄縣橋頭鄉白樹村（今高雄市橋頭區白樹里），1979年美麗島事件政治受難者，中華民國前立法委員、前農委會副主委，民主進步黨籍，前新潮流系成員。

## 早年生活
戴振耀出身農家，從小聽關心政治的父親講述高雄二二八、白色恐怖的情況，深受父親影響。曾因國語政策在學校講台語被罰，開始產生反抗意識。初中就讀高雄市立四中時，在週記中曾表達對雷震的同情；後來進入岡山高中，在圖書館內閱讀了整套《自由中國》雜誌，對殷海光深感景仰。
高中畢業後，戴振耀幫助家裡務農，退伍後，做過加工出口區、高速公路測量、橋頭日本牛奶工廠等短期工作，1975年考進中油公司擔任油庫管理員。在這段時期，他有機會就會當義工幫郭國基、楊金虎、余登發等非國民黨籍人士助選。

## 經歷
- 1978年6月當選高雄縣橋頭鄉鄉民代表，為當時唯一的「黨外代表」。
- 1979年1月，余登發父子被捕，黨外人士於橋頭發起遊行示威，戴振耀起初不知情，但到現場了解後便幫忙發傳單。
- 1979年8月《美麗島雜誌》創刊，經常於雜誌社高雄服務處幫忙。
- 1979年12月9日，鼓山事件中駕駛宣傳車時遭警方攔阻發生衝突。
- 1979年12月10日參加高雄市國際人權日，而為美麗島事件政治受難者。
- 1979年12月12日，為逃離美麗島大抓捕，在中油同事警告下開始逃亡。
- 1980年1月13日，返家時被捕，先後關押於高雄南警部、景美看守所、土城看守所。
- 1980年10月14日，遭判刑3年，於桃園龜山監獄服刑。
- 1983年1月刑滿出獄後，務農維持家計，並持續參與黨外運動，結識新潮流系大老邱義仁，在自家芭樂園裡創立「農民教室」，為蔣經國政府戒嚴體制下全台灣唯一公開的農民組織運動。
- 1985年起，在台灣基督教城鄉宣教（英语）協會（TURM）安排之下，前往美國、加拿大、韓國、菲律賓等國家，接受「愛與非暴力抗爭」的社會運動組織訓練。
- 1986年，北上於龍山寺參與519綠色行動，要求解除戒嚴。
- 1987年9月民主進步黨創黨黨員、高雄縣黨部第一號黨員、第一屆全國黨代表、第3屆中央評議委員。11月當選第一屆中央執行委員。
- 1988年雲林縣農權會發起520示威遊行，提出農民農眷全面健康保險等七大訴求。戴振耀因TURM安排在菲律賓進行兩周的農運交流組訓而未與會，但「農民教室」成員宋吉雄積極動員參與。不料，意外爆發嚴重警民衝突的520農民事件，此事件為自美麗島事件後最嚴重的街頭抗爭流血事件。
- 1988年520農民事件後，加速籌備中的高雄縣農權會完成成立程序，戴振耀力推因520事件司法受難的成員宋吉雄為首任會長，本人則獲選為副會長。
- 1988年6月28日，因520農民事件的契機，全台農運領袖集聚台中縣豐原市，計畫成立全國性農民運動組織。因統獨意識型態，先是名稱發生爭議，蔡建仁、陳秀賢等起草的名稱為「全省農民聯盟」；戴振耀發言反對，主張台灣主體性，應改為「台灣農民聯盟」，爭議後動用表決獲得支持通過。隨後又因主席人選，雙方爆發嚴重肢體衝突，戴振耀等台派旗幟鮮明的各地農權會代表全部離席另立「台灣農權總會」，農運團體自此分裂為二。
- 1988年「反核三」及「1025打不死的農民再出發」農民大遊行總指揮。
- 1989年「520週年」農民大遊行總指揮。[3]
- 1989年12月於立法院第一屆第六次增額選舉當選農民團體立委，隔年2月報到上任。任內比較受矚目的問政，主要包括立法院首度出現台語問政的第一人。[4]關注農民權益，與屏東選出的立委邱連輝連署修正案，成功爭取農民免繳水租；關注參政權平等，成功廢除選舉資格限高中畢業的法律。
- 1988年~1994年台灣農權總會副會長。首任會長為520農民事件受難者林國華。
- 1990年詹益樺追思紀念委員會召集人。
- 1992年12月連任第二屆立法委員（民進黨全國不分區弱勢組），任內最受肯定的立法工作為積極推動完成《老農津貼條例》。
- 1993年「520公地放領」農民運動總召集人。
- 民主進步黨立法院黨團1990會期副總召集人。
- 1998年12月當選第四屆立法委員（民進黨全國不分區政治組）。
- 2002年2月行政院農業委員會副主任委員，在主委李金龍的支持下成功提案通過《農漁子女獎助學金辦法》。[5]
- 2017年3月28日民間全民電視公司節目《民視台灣學堂》的播出內容，獨派學者許慶雄主講的〈台灣建國學〉推翻台灣地位未定論，又與同日國立政治大學臺灣史研究所教授薛化元主講的〈戰後初期的台灣〉介紹台灣地位未定論的結論不同，引發台派激烈爭辯，在網路遭到兩派網友夾殺批判。戴振耀看了節目後說，許慶雄的論述非常顛覆他過去的堅持，「未定派」對許慶雄的指責使他看得「霧煞煞」，但「獨立建國是台灣人的歷史使命，這一代就應該要解決」[6]。
- 2017年9月獲中華民國總統蔡英文頒綬三等景星勳章。[7]
- 2017年11月19日00時02分，戴振耀因胰臟癌病逝於高雄家中，享壽69歲。戴振耀之子戴乃聖轉述，戴振耀最大的遺憾是台灣尚未獨立建國，盼有志者能繼續走建國的路線。[8]

## 荣誉

### 中华民国勋章奖章
- 三等景星勋章（2017年9月27日于台北总统府颁授[9]）

### 褒揚令
2017年12月2日，其家屬舉行告別式，總統蔡英文特地南下參加，並頒贈褒揚令，由兒子戴乃聖代表接受，感念他一生為台灣農業及農民的付出與奮鬥。褒揚令全文為：

立法院前立法委員、行政院農業委員會前副主任委員戴振耀，質樸務實，堅毅敦篤。早歲耕畬傳家，困阨寒蹇，淬勵展志，投身為民喉舌行列，膺選鄉民代表、第一、二、四屆立法委員，矜恤基層農村疾苦，暢申水利建設興革；力促老農津貼政策，關懷農漁民權益福祉，直言正聲，勞瘁罔辭。復悉心從事農民運動，推動農業體制發展，竭智殫謀，嘉猷彌著。尤以農委會副主任委員任內，援引自然生態工法，精進源頭水土保持；植基育苗造林要務，匡維永續國土安全，敬謹從公，厚生利民；真知洞見，紓籌有方。曾獲頒一等農業專業獎章暨三等景星勳章殊榮。綜其生平，臨議壇以成讜論宏謨，掌農事則奠立國丕基，勛華懋績，碩望聲采；儀型絜範，蓬島芳傳。遽聞溘然辭世，軫悼良深，應予明令褒揚，以示政府崇念耆賢之至意。

總　　　統　蔡英文　　　　

行政院院長　賴清德　　　　

## 衍生作品
- 2017年 玉山社出版人物傳記《鹽水大飯店：戴振耀的革命青春》（作者：陳增芝）
- 2024年 公視台語台劇集《鹽水大飯店》（導演：鄭文堂、林志儒；編劇：陳芳齊、鄭文堂）

### 引用
1. ↑  . 文化部國家文化記憶庫收存系統.   [2024-05-06]. （原始内容存档于2024-05-06）.
2. ↑  . 國家人權記憶庫.   [2024-05-06]. （原始内容存档于2024-05-06）.
3. ↑  . 中央社. 2020-02-21  [2024-05-06]. （原始内容存档于2024-05-06）.
4. ↑  風傳媒. . 風傳媒.   [2017-11-18]. （原始内容存档于2017-11-19）.
5. ↑  . 農委會. 2017-11-19  [2024-05-06]. （原始内容存档于2024-05-06）.
6. ↑  林美涵. . 新頭殼. 2017-03-29  [2019-03-16]. （原始内容存档于2019-02-05） （中文（臺灣））.
7. ↑  . www.president.gov.tw.   [2020-03-04]. （原始内容存档于2004-02-07） （中文（臺灣））.
8. ↑  王淑芬. . 中央通訊社.   [2017-11-19]. （原始内容存档于2018-09-04）.
9. ↑  . 中华民国总统府. 2017-09-27  [2021-08-26]. （原始内容存档于2021-08-26）.

## 外部連結
- 立法院歷屆立委 - 戴振耀委員 （页面存档备份，存于）
- 《鹽水大飯店：戴振耀的革命青春》 （页面存档备份，存于）